# Greg Burkimbila
 (août 2022).
La mise en forme du texte ne suit pas les recommandations de Wikipédia : il faut le « wikifier ».
Les points d'amélioration suivants sont les cas les plus fréquents :
- Les titres sont pré-formatés par le logiciel. Ils ne sont ni en capitales, ni en gras.
- Le texte ne doit pas être écrit en capitales (les noms de famille non plus), ni en gras, ni en italique, ni en « petit »…
- Le gras n'est utilisé que pour surligner le titre de l'article dans l'introduction, une seule fois.
- L'italique est rarement utilisé : mots en langue étrangère, titres d'œuvres, noms de bateaux, etc.
- Les citations ne sont pas en italique mais en corps de texte normal. Elles sont entourées par des guillemets français : « et ».
- Les listes à puces sont à éviter, des paragraphes rédigés étant largement préférés. Les tableaux sont à réserver à la présentation de données structurées (résultats, etc.).
- Les appels de note de bas de page (petits chiffres en exposant, introduits par l'outil «  Source ») sont à placer entre la fin de phrase et le point final[comme ça].
- Les liens internes (vers d'autres articles de Wikipédia) sont à choisir avec parcimonie. Créez des liens vers des articles approfondissant le sujet. Les termes génériques sans rapport avec le sujet sont à éviter, ainsi que les répétitions de liens vers un même terme.
- Les liens externes sont à placer uniquement dans une section « Liens externes », à la fin de l'article. Ces liens sont à choisir avec parcimonie suivant les règles définies. Si un lien sert de source à l'article, son insertion dans le texte est à faire par les notes de bas de page.
- La présentation des références doit suivre les conventions bibliographiques. Il est recommandé d'utiliser les modèles {{Ouvrage}}, {{Chapitre}}, {{Article}}, {{Lien web}} et/ou {{Bibliographie}}. Le mode d'édition visuel peut mettre en forme automatiquement les références.
- Insérer une infobox (cadre d'informations à droite) n'est pas obligatoire pour parachever la mise en page.

Pour une aide détaillée, merci de consulter Aide:Wikification.
Si vous pensez que ces points ont été résolus, vous pouvez retirer ce bandeau et améliorer la mise en forme d'un autre article.
Greg Burkimbila, de son vrai nom Song-Naba Grégoire Traoré, né le 31 décembre 2002 à Abidjan en Côte d’Ivoire, est un artiste chanteur burkinabè.

## Biographie

### Enfance, éducation
Greg naît le 31 décembre 1986 à Abidjan en Côte d’Ivoire,,. Il arrive au Burkina lorsqu’il a 4 ans. Il y fréquente l’école primaire jusqu’au secondaire. En 2003, Greg obtient son baccalauréat. Dès le jeune âge, il nourrissait une passion pour le football qui s’est mue en musique. 

### Carrière
A ses débuts il interprète des chansons d'artistes tels que Céline Dion, Craig David, Corneille, Francis Cabrel dans les activités scolaires. Il participe à des concours comme le karaoké de la radio Ouaga Fm et il est finaliste aux émissions de télé réalité Case Sanga 2 et African Star en 2007,. L'artiste est aussi un acteur de cinéma,. 
Après plusieurs années d'absence sur la scène musicale, il signe son retour avec un nouvel album  dénommé Halaalé en 2021. 

### Style musical et influences
Greg est un chanteur qui allie modernité et tradition dans ses chansons. Il aborde des thèmes d'amour, de courage et de valeurs traditionnelles africaines,. 

## Récompenses et nominations
- 2014 : Meilleur tube de l’année aux Fama Awards

- 2013 : Kunde de l’espoir[15]
- 2013 : Kunde de la revelation[15]

- 2013 : Poro du meilleur espoir masculin Afrique au Poro Awards en Côte d’Ivoire

- 2012 : PCA de la révélation